# Joy Lauren
Lauren Joy Jorgensen (Atlanta, 18 de outubro de 1989) é uma atriz norte-americana, mais conhecida do público pela personagem Danielle Van De Kamp na série de televisão Desperate Housewives.

## Filmografia
| Filmes      | Filmes               | Filmes               | Filmes       |
| Ano         | Título               | Papel                | Notas        |
| ----------- | -------------------- | -------------------- | ------------ |
| 2009        | The Assignment       | Shelley              |              |
| 2003        | Rogues               | Choir                |              |
| Televisão   |                      |                      |              |
| Ano         | Título               | Papel                | Notas        |
| 2008 / 2004 | Desperate Housewives | Danielle Van De Kamp | 72 episódios |
| 2007        | Private Practice     | Darcy                | 1 episódios  |
| 2007        | Shark                | Krystie Mays         | 1 episódios  |
| 2006        | The Closer           | Angela Carter        | 2 episódios  |
| 2003        | Still Standing       | Jenna                | 1 episódio   |
| 2002        | Lizzie McGuire       | Cheerleader          | 1 episódio   |
| 2002        | The Division         | Mary Ellen Smith     | 2 episódios  |